# Virgin Galactic
Virgin Galactic — компанія, що входить до складу Virgin Group, запускає невеликі штучні супутники та продає квитки на туристичні суборбітальні космічні польоти. З 2023 року здійснює пасажирські польоти на космічному літаку VSS Unity, що належить до класу SpaceShipTwo.

## Історія
Компанія Virgin Galactic була заснована в 2004 році.
Компанія приймає заявки на туристичні суборбітальні космічні польоти. За повідомленнями в ЗМІ, станом на осінь 2019 року, заявки на польоти надійшли більше ніж від 450 осіб і понад 150 осіб внесли гроші на депозит. Сам політ являє собою підйом до 16-кілометрової позначки, потім відбувається відстикування космічного літального апарата SpaceShipTwo від літака-розгонщика WhiteKnightTwo, подальший шлях він здійснює самостійно. Час польоту — 2,5 години, з них в невагомості — 5-6 хвилин. На борту космічного літального апарата може перебувати до восьми людей одночасно: двоє пілотів і шість пасажирів. Вартість одного квитка зараз становить $200 000.

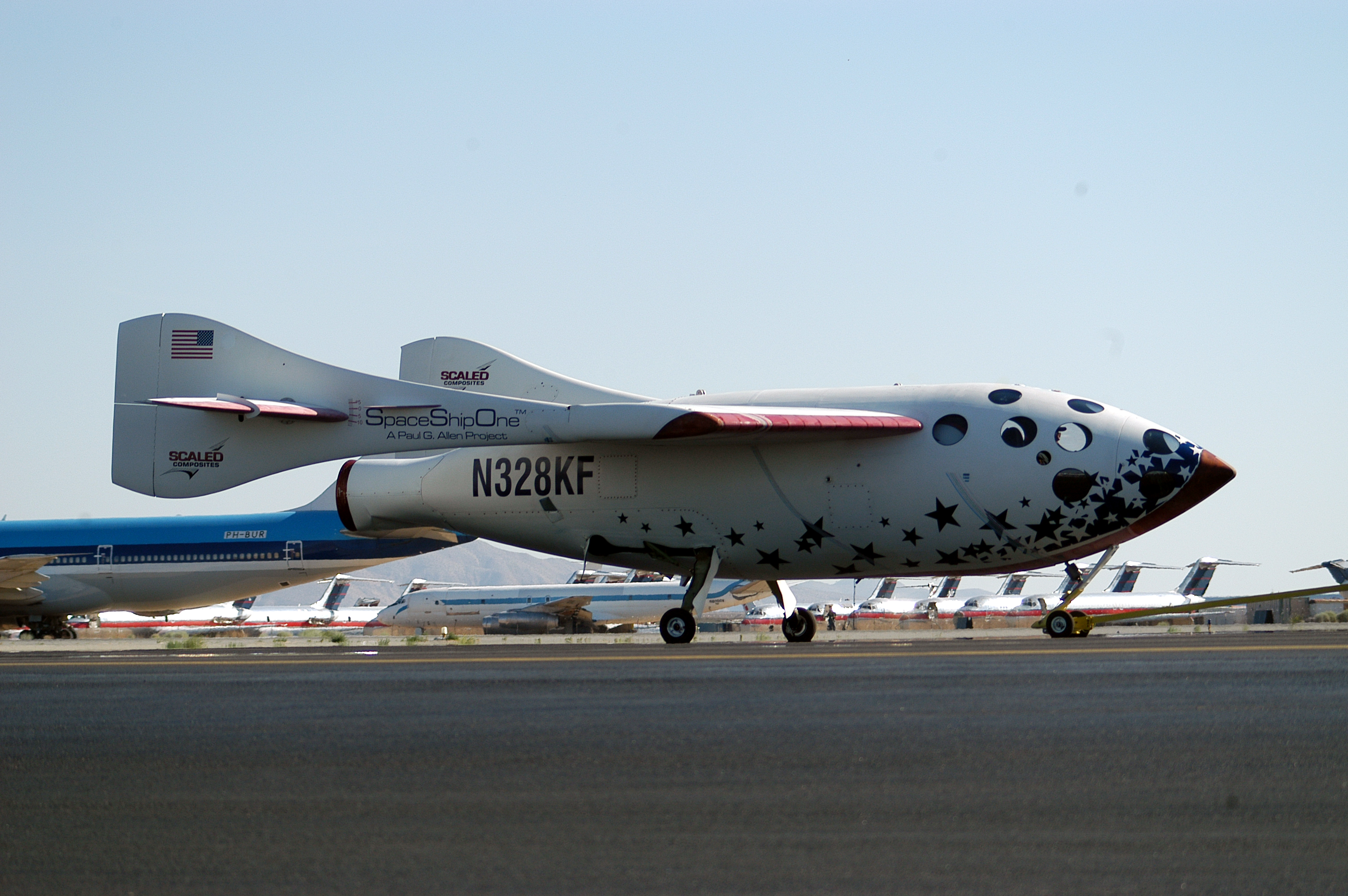
SpaceShipOne — перший приватний літальний апарат для польотів вище 100 км

Планувалося, що до 2022 року компанія спільно із Blue Origin займеться транспортуванням людей до першого суборбітального готелю — Aurora Station, але в березні 2021 року проєкт Aurora Station був закритий.

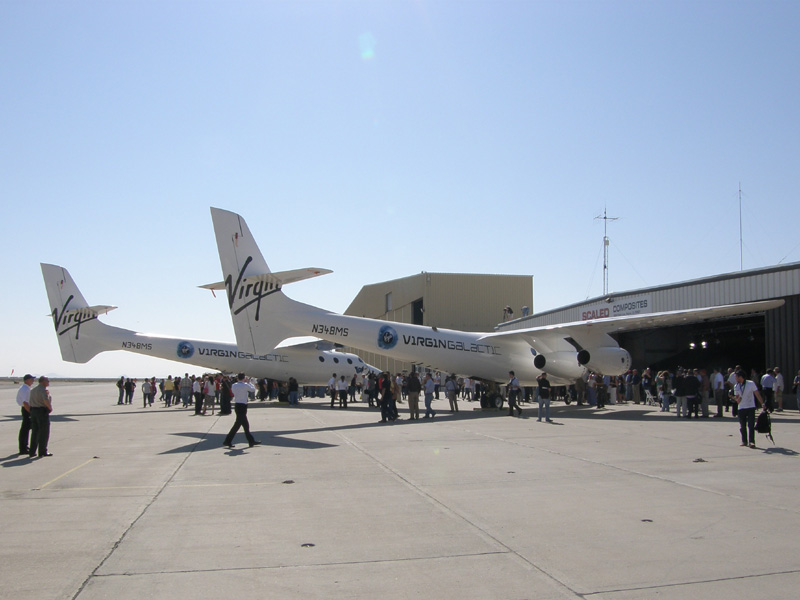
WhiteKnight2

З метою підтримки інших туристичних компаній, Virgin Group Річард Бренсон планує продати до 12 % (вартістю близько 500 млн доларів) частки компанії Virgin Galactic.
11 липня 2021 року, Virgin Galactic здійснила свій перший повністю екіпажний політ космічного літака SpaceShipTwo Unity зі спеціальним пасажиром на борту: засновником компанії мільярдером Річардом Бренсоном.
3 вересня 2021 року Федеральне управління цивільної авіації (FAA) тимчасово заборонило компанії Virgin Galactic запускати корабель SpaceShipTwo у космос через розслідування інциденту: під час польоту Бренсона у космос його літак-ракета мав певні відхилення від траєкторії під час спуску на Землю. 29 вересня право Virgin Galactic організовувати космічні польоти було відновлено.
Бюро комерційних космічних перевезень FAA переглянуло критерії отримання звання комерційного астронавта вперше з 2004 року. Наступні комерційні суборбітальні польоти від Virgin Galactic заплановані на четвертий квартал 2022 року, вартість квитка — 450 тисяч доларів.
В майбутньому компанія планує запропонувати своїм клієнтам також орбітальні польоти.

### Місія Galactic 01
29 червня 2023 року, о 08:30 за місцевим часом, літак-носій Eve разом з ракетопланом VSS Unity компанії Virgin Galactic злетів з приватного космопорту «Америка» в штаті Нью-Мексико (США). Приблизно через годину польоту, який транслювали з кабіни корабля наживо, на висоті 13600 метрів ракетоплан відокремився від літака, увімкнув власні двигуни і вийшов до кордонів космосу, а саме досягнув граничної висоти 85 км. Весь політ загалом тривав близько півтори години, на борту крім двох пілотів і астронавта-інструктора компанії Virgin Galactic перебували троє італійських офіцерів — від італійських ВПС та Національної дослідницької ради Італії. Вони провели 13 наукових експериментів в умовах невагомості, в тому числі дослідження того, як змінюється частота серцевих скорочень пасажирів під час прискорення, спроба виміряти космічне випромінювання у верхніх шарах атмосфери та вивчення того, як поводиться під різним тиском у мікрогравітації різноманітне біопаливо. Коли корабель досяг найвищої точки польоту, присутні на борту розгорнули національний прапор Італії з нагоди сторіччя італійських повітряних сил.

### Місія Galactic 02
13 липня 2023 року, пресслужба компанії Virgin Galactic повідомила, що вона планує запустити свій перший приватний пасажирський рейс 10 серпня 2023 року. Імена членів місії Galactic 02 наразі не називають, але відомо, що це буде троє приватних пасажирів. Дана місія стане сьомим космічним польотом Virgin Galactic і другим комерційним запуском компанії. Свій перший комерційний пасажирський політ у космос Virgin Galactic здійснила 29 червня 2023. Загалом місця для польотів через компанію забронювали вже близько 800 людей.
10 серпня 2023 року, о 17:30 за київським часом, з космопорту «Америка» в Нью-Мексико (США) стартувала місія Galactic 02. Космічний літак VSS Unity, від'єднався від літака-носія Eve на висоті 13,5 км і досяг максимальної швидкості 3 Маха. VSS Unity піднявся на максимальну висоту 88 км над поверхнею Землі, що на декілька кілометрів менше міжнародно визнаної межі космосу, відомої як лінія Кармана. Весь політ тривав одну годину, перш ніж космічний корабель приземлився. Першими космічними пасажирами стали — 80-річний британець, учасник Олімпійських Ігор в Мюнхені в 1972 році Джон Гудвін, і мати та дочка з Антигуа Ана Маєрс і Кейша Шахафф. Це був перший політ, в який вирушили туристи, а не вчені або дослідники.

### Місія Galactic 03
8 вересня 2023 року, під час запуску Galactic 03, пресслужба компанії Virgin Galactic не надала прямої трансляції, обмежившись оновленнями в соціальних мережах. Самі оновлення також були опубліковані із затримкою: одне повідомлення про включення ракетного двигуна було опубліковано щонайменше через 12 хвилин після включення, судячи з тимчасових позначок на зображеннях, які були додані до повідомлення.

### Місія Galactic 04
6 жовтня 2023 року, пресслужба компанії Virgin Galactic заявила про успішне завершення четвертого комерційного польоту у субортібальний космос. На борту VSS Unity було четверо пасажирів, яких успішно повернули на Землю. Космічними туристами стали: астронавт 017 — Рон Розано (США), астронавт 018 — Тревор Бітті (Великобританія) та астронавт 019 — Наміра Салім (Пакистан), яка стала першою людиною, яка полетіла в космос з цієї країни. VSS Unity пілотували командир Келлі Латімер і пілот Сі Джей Стуркоу з головним інструктором-космонавтом Бет Мозес на борту. VMS Eve пілотували командир Нікола Песіле та пілот Джаміль Джанжуа. Астронавти провели кілька хвилин у невагомості та побачили Землю на тлі темного космосу.

## Космічні кораблі
- Virgin Atlantic Global Flyer
- WhiteKnightOne
- WhiteKnightTwo Virgin MotherShip Eve
- SpaceShipOne
- SpaceShipTwo

## Співпраця з НАСА
В лютому 2007 року посадові особи з Virgin Galactic та НАСА підписали меморандум про взаєморозуміння з метою вивчення можливостей для співпраці.
На початку травня 2020 року компанія Virgin Galactic та її дочірня компанія The Spaceship Company, оголосили про підписання з NASA Угоди про космічний акт (Space Act Agreement) для сприяння розвитку високошвидкісних технологій. Угода про космічний акт підписана з метою просування зусиль Сполучених Штатів з виробництва надзвукових літаків для потенційного цивільного застосування.

## Космопорт
23 жовтня 2010 року, компанія Virgin Galactic відкрила в штаті Нью-Мексико (США) перший у світі приватний космопорт «Америка» (раніше відомий, як Південно-Західний регіональний космопорт).
У лютому 2022 року, Virgin Galactic почала продаж квитків на політ у космос. В рамках першого етапу космічного туризму, компанія планує відправити в космос тисячу осіб з космопорту «Америка», туристична подорож триватиме до 90 хвилин.